# 广州法租界
广州法租界（法語：Concession française de Canton），近代中国4个在华法租界之一（另外3个是上海法租界、天津法租界和汉口法租界）。同时也是广州的2个租界之一，与广州英租界同在沙面岛上。今为广州市荔湾区沙面街道。

## 历史

1920年之沙面地图

1861年开辟。第二次鸦片战争后，英法两国占领广州，选定了邻近传统的外贸区廣州十三行（当时已被烧毁）西南面，珠江白鹅潭边上的小沙洲作为租借地，人工填筑成沙面岛，其中法租界占有东部的1/5，面积66亩。东部有一桥与华界相通。
1943年2月23日，法国维希政府宣布，同意放弃在华租界。6月5日，汪精卫政权同日收回天津法租界、汉口法租界和广州法租界。二战结束后，新成立的法国戴高乐政府亦宣布将沙面法租界交还中华民国。

## 居民
广州法租界仅供法国来华做外贸生意的洋人居住，不允许华人入居。

## 管理

### 法国领事馆
1888年，法租界当局开始建筑领事馆；1890年，将领事馆由广州城内迁入沙面岛。

### 巡捕房
建于19世纪末，位于连接法租界与华界的东桥桥头，是镇守东桥和租界的据点。

## 市政
广州法租界开辟之初，由于当时法国政府正集中力量在广州兴建石室圣心大教堂，因此广州法租界经营起步较晚。至1889年10月，法国政府将沙面法租界内空余土地进行拍卖，并开始大兴土木进行市政建设，除兴建洋楼馆舍外，还设有公园、医院、教堂等公共设施。到19世纪末，已形成井然有序的独立街区，俨然一座独立于广州城之外的法国小城。

### 金融
1888年，法国人在沙面法租界建筑东方汇理银行广州分行。
1913年，中法实业银行成立，在广州法租界设立分行。

### 宗教

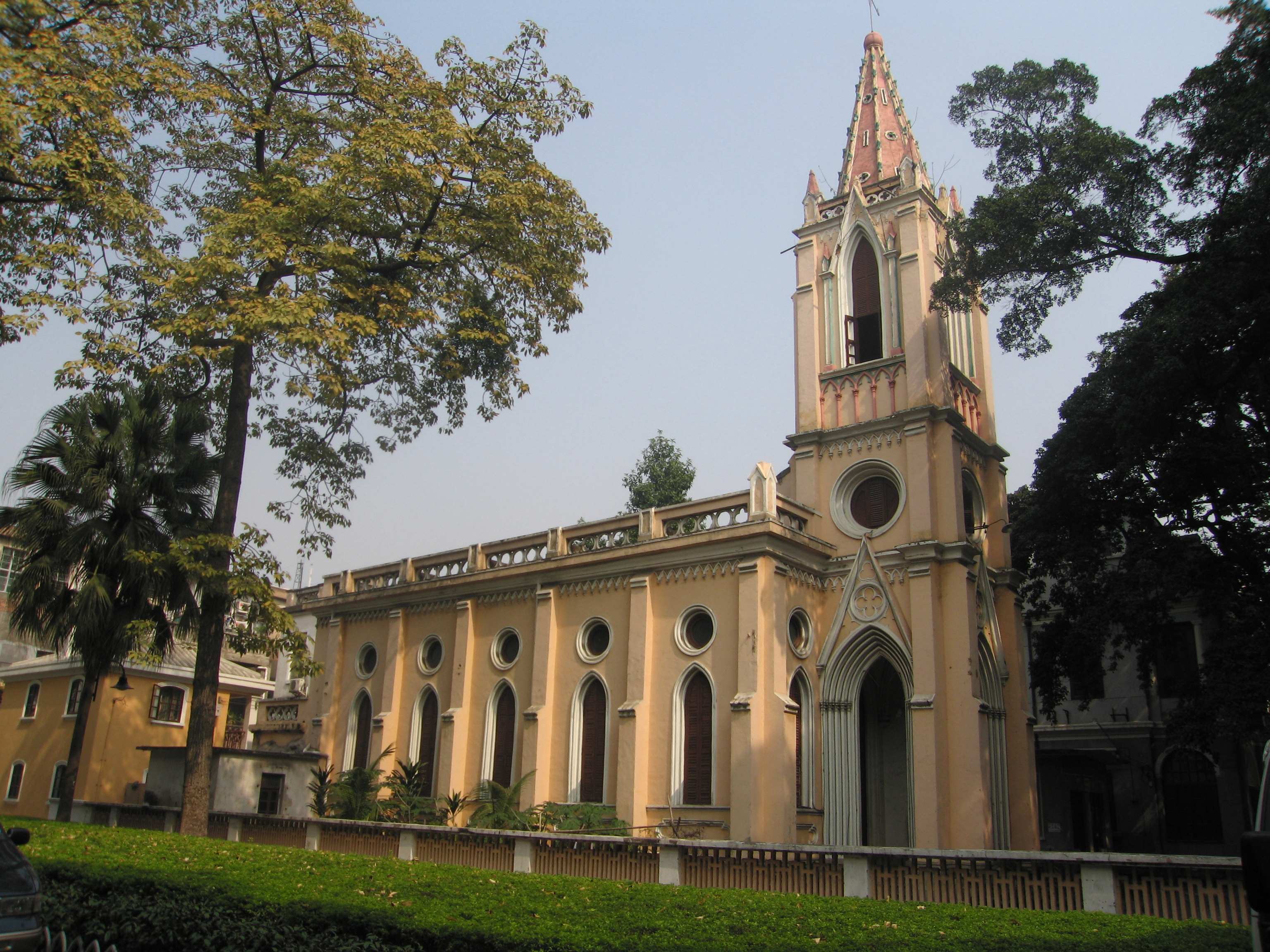
沙面露德聖母堂

天主教沙面露德圣母堂建于1889年，奉露德圣母为该堂主保。

## 现状
广州法租界所在区域，包括当年的西式建筑以及绿化带，大致保存完整。1996年，被定为全国重点文物保护单位。